# Dice系数
戴斯系数（Dice coefficient），也称索倫森-戴斯系数（Sørensen–Dice coefficient），取名於托瓦爾·索倫森和李·雷蒙德·戴斯，是一种集合相似度度量函数，通常用于计算两个样本的相似度：
{\displaystyle s={\frac {2|X\cap Y|}{|X|+|Y|}}}
它在形式上和Jaccard指数没多大区别，但是有些不同的性质。
和Jaccard类似，它的范围为0到1。 与Jaccard不同的是，相应的差异函数
{\displaystyle d=1-{\frac {2|X\cap Y|}{|X|+|Y|}}}
不是一个合适的距离度量措施，因为它没有三角形不等性的性质。例如给定 {a}, {b}, 和 {a,b}, 前两个集合的距离为1，而第三个集合和其他任意两个集合的距离为三分之一。
与Jaccard类似, 集合操作可以用两个向量 A 和B的操作来表示:
{\displaystyle s_{v}={\frac {2|A\cdot B|}{|A|^{2}+|B|^{2}}}}
上式给出了两个向量的距离输出，也给出了更一般情况下向量之间的相似度度量措施。
戴斯系数可以计算两个字符串的相似度：Dice（s1,s2）=2*comm(s1,s2)/(leng(s1)+leng(s2))。
其中，comm (s1,s2)是s1、s2 中相同字符的个数leng(s1)，leng(s2)是字符串s1、s2 的长度。
在信息检索中, 给定关键词集合X 和Y ，相似度定义为两倍的共同信息(重叠部分)除以基数的总和 :
当作为字符串之间的相似度度量时, 计算两个字符串之间的系数, x 和y，使用 bigrams 公式如下:
{\displaystyle s={\frac {2n_{t}}{n_{x}+n_{y}}}}
其中nt 是两个字符串共有的bigrams的个数, nx 是 x中bigrams的个数 ，ny 是 y中bigrams的个数。例如要计算下面两个字符串之间的相似度:
night
nacht
我们可以在各个单词中得出如下bigrams集合:
{ni,ig,gh,ht}
{na,ac,ch,ht}
每个集合有4个元素, 这个两个集合只有一个相同的元素: ht.
代入公式我们可以计算出, s = (2 · 1) / (4 + 4) = 0.25.

## 同见
- 雅卡爾指數（Jaccard index）, 等同于: {\displaystyle D=2J/(1+J)} and {\displaystyle J=D/(2-D)}
- Tversky index
- 萊文斯坦距離
- Sørensen similarity index